# Cosâmbești
Cosâmbești è un comune della Romania di 1 758 abitanti, ubicato nel distretto di Ialomița, nella regione storica della Muntenia.
Il comune è formato dall'unione di 2 villaggi: Cosâmbești e Gimbășani.